# Власта Велисављевић
Властимир Власта Велисављевић (Београд, 28. јул 1926 — Београд, 24. март 2021) био је и српски и југословенски глумац. У вишедеценијској каријери играо у 45 дугометражних филмова, 61 телевизијском филму и 57 серија.

## Биографија
Властимир Велисављевић је рођен 28. јула 1926, у Београду. Његов отац Милан Велисављев је био ложач, пореклом из Новог Бечеја, који је презимену додао „ић” пошто се доселио у Србију. Мајка Ангелина „Гина” била је домаћица и умрла је врло млада, тако да је отац играо важну улогу у Властином одрастању. Породица је становала у Хартвиговој (данас: Београдској) улици када се Власта родио, а касније су се преселили на Дорћол.
Похађао је основну школу „Краља Александра” која се налазила у Дечанској улици. У згради ове школе је данас смештена музичка школа „Мокрањац”.
Како је његов отац 1935. године радио као хаузмајстор (настојник куће) руске грофице Софије Сергејевне Мишкине у Коларчевој бр. 3, имао је прилику да упозна чувеног руског оперског певача Фјодора Ивановича Шаљапина, који му је поклонио две карте за оперу Мусоргског „Борис Годунов”, у којој је наступао. За одлазак на овај догађај, Власти је једна комшиница сашила посебно одело, те је читава атмосфера на њега оставила утисак. Као дечак је гледао и трку око Калемегдана за Велику награду Београда 1939. године.
Глумом је почео да се бави 1938. у Народном позоришту на сцени Мањежа, где је тада било Рода позориште које је водила Маргита „Гита” Предић, кћерка комедиографа Бранислава Нушића.
Власта je 1943. био ухапшен и одведен је у нацистички логор Дортмунд Херде, у коме је био приморан да обавља физичке послове. Из логора је успео да побегне, уз помоћ једног од мајстора у фабрици, који му је дао немачку пропусницу, захваљујући којој је успео да стигне назад у Београд. Пре Другог светског рата је продавао Политику и тако зарађивао први новац.
Након рата, Власта је са неколико другова покушао да побегне у Сједињене Америчке Државе, али је био ухваћен и одведен у затвор на Ади Циганлији. Иако његово име није у списку заточеника логора Голи оток, тврдио је да је провео и три године у затвору на Голом отоку, на који је наводно одведен 1950. након што су код њега пронашли руске књиге, које су тада биле забрањене. Према његовим речима, он није желео да изда кума, који је био пуковник Југословенске армије, којег су оптуживали да је стаљиниста.
Приликом хапшења, он је био студент треће године Позоришне академије у Београду, на којој је касније и дипломирао, у класи Мате Милошевића. Студирао је на класи заједно са Оливером Марковић, Ђузом Стојиљковићем, Предрагом Лаковићем, Михаилом Викторовићем. Сарађивао је са бројним редитељима, а његове реплике препричавају се међу свим генерацијама. Млађи су га запамтили по улози баба Нате у филму Мала ноћна музика, а љубитељи позоришта по томе што је више од 1.600 пута са колегама на сцени ЈДП-а играо представу Буба у уху. Ипак, најширу популарност стекао је улогом магистра Ђорђевића у серији Бољи живот. Власта је доживотни почасни је члан Југословенског драмског позоришта у Београду.
Председник Републике Србије Томислав Николић је на Сретење — Дан државности Србије 15. фебруара 2017. године, Власту Велисављевића одликовао Златном медаљом за заслуге.
Последњу телевизијску улогу остварио је у серији Нечиста крв.

### Смрт и сахрана
Мада се претходно вакцинисао, оболео је од Ковид 19 и примљен у болницу 18. марта 2021. године. Преминуо је 24. марта 2021. године. Сахрањен је на Светски дан позоришта 27. марта 2021. године у Алеји заслужних грађана на Новом гробљу у Београду. Опело је служио презвитер Оливер Суботић, а кратак посмртни говор је одржао Ирфан Менсур.
У некрологу објављеном у Недељнику (1. април 2021), Бранко Росић је рекао да је Власта Велисављевић: „чудновата наша верзија Чака Нориса… (…) …нека неуништивост.”

## Приватни живот
Три пута се женио и има ћерку Дубравку, из првог брака.
Био је навијач Црвене звезде.

## Награде
- Златна медаља за заслуге, поводом Дана државности Републике Србије, 2017. године
- Златни ћуран за животно дело, на Данима комедије у Јагодини, 2017. године
- Нушићева награда за животно дело, на Нушићевим данима у Смедереву, 2014. године
- Најбоља епизодна мушка улога, на 37. филмским сусретима у Нишу, 2002. године за улогу баба Нате у филму Мала ноћна музика
- Награда "Милорад Мандић Манда", за улогу Сретена у филму Такси блуз, 2019. године
- Доживотни почасни члан Југословенског драмског позоришта, 2018. године
- Годишња награда Југословенског драмског позоришта, 2017. године

## Филмографија
|                   | 1950 ▼ | 1960 ▼ | 1970 ▼ | 1980 ▼ | 1990 ▼ | 2000 ▼ | 2010 ▼ | 2020 ▼ | Укупно |
| ----------------- | ------ | ------ | ------ | ------ | ------ | ------ | ------ | ------ | ------ |
| Дугометражни филм | 1      | 7      | 2      | 6      | 7      | 16     | 6      | 0      | 47     |
| ТВ филм           | 0      | 15     | 22     | 9      | 12     | 3      | 0      | 0      | 61     |
| ТВ серија         | 0      | 8      | 15     | 3      | 5      | 13     | 12     | 4      | 60     |
| ТВ мини серија    | 0      | 0      | 1      | 2      | 1      | 2      | 2      | 0      | 8      |
| ТВ кратки филм    | 0      | 0      | 3      | 0      | 0      | 0      | 0      | 0      | 3      |
| Кратки филм       | 0      | 0      | 0      | 0      | 1      | 0      | 2      | 0      | 3      |
| Укупно            | 1      | 30     | 43     | 20     | 25     | 33     | 22     | 4      | 182    |

| Год.       | Назив                                         | Улога                                           |
| ---------- | --------------------------------------------- | ----------------------------------------------- |
| 1950-е ▲   |                                               |                                                 |
| 1959.      | Ноћи и јутра                                  | Гитариста (као В. Велисављевић)                 |
| 1960-е ▲   |                                               |                                                 |
| 1962.      | Три приче о Џефу Питерсу                      |                                                 |
| 1962.      | Јунаци дана                                   |                                                 |
| 1962.      | Медаљон са три срца                           |                                                 |
| 1963.      | Ципелице од крокодилске коже                  |                                                 |
| 1963–1964. | На слово, на слово (ТВ серија)                |                                                 |
| 1964–1966. | Код судије за прекршаје                       |                                                 |
| 1964.      | Мали концерт за сузе и гитару                 |                                                 |
| 1964.      | Пут око света                                 | Бен-Саид                                        |
| 1966.      | Орлови рано лете                              | Лазаров отац                                    |
| 1967.      | Љубав до гроба, последња                      |                                                 |
| 1967.      | Љубав преко ноћи                              | Газда                                           |
| 1967.      | Јутро                                         |                                                 |
| 1967.      | Смоки                                         |                                                 |
| 1967.      | Круг двојком                                  |                                                 |
| 1967.      | Височка хроника                               | Козарев Валентин                                |
| 1967.      | Дежурна улица                                 | Помоћник директора                              |
| 1968.      | Бекство                                       | Ађутант Хлудова                                 |
| 1968.      | Сајам на свој начин                           |                                                 |
| 1968.      | Тим који губи (ТВ)                            |                                                 |
| 1968.      | Бекства                                       |                                                 |
| 1968.      | Горски цар                                    |                                                 |
| 1968.      | Максим нашег доба                             |                                                 |
| 1969.      | Тања                                          |                                                 |
| 1969.      | Непријатељ народа                             |                                                 |
| 1969.      | Пут господина Перисона                        |                                                 |
| 1969.      | Покојник (ТВ)                                 | Милан Новаковић                                 |
| 1969.      | Код зеленог папагаја                          |                                                 |
| 1969.      | Закопајте мртве                               |                                                 |
| 1970-е ▲   |                                               |                                                 |
| 1970.      | Дан који треба да остане у лепој успомени     |                                                 |
| 1970.      | Зид и ружа                                    |                                                 |
| 1970.      | Крунисање                                     |                                                 |
| 1970.      | Рођаци                                        |                                                 |
| 1971.      | Музички аутомат                               |                                                 |
| 1971.      | На слово, на слово                            |                                                 |
| 1971.      | Чедомир Илић                                  | Краљев официр 2                                 |
| 1971.      | Нирнбершки епилог                             | Маршал Фридрих Паулус                           |
| 1971.      | Чеп који не пропушта воду                     | Шофер                                           |
| 1970–1971. | Леваци                                        | Конобар                                         |
| 1971.      | С ванглом у свет                              |                                                 |
| 1971.      | Дипломци                                      | Лекар                                           |
| 1972.      | Роман са контрабасом                          |                                                 |
| 1972.      | Један ујак Хојан                              |                                                 |
| 1972.      | Самоубица (ТВ)                                | Никифор Арсењевич Пугачов                       |
| 1972.      | Човек који је бацио атомску бомбу на Хирошиму |                                                 |
| 1972.      | Злочин и казна                                | Жандарм                                         |
| 1972.      | Заслуге                                       |                                                 |
| 1972.      | Буба у уху                                    | Огистен Ферајон                                 |
| 1972.      | Девојка са Космаја                            |                                                 |
| 1972.      | Мајстори                                      | Муштерија код Жаклине                           |
| 1973.      | Личност којој се дивим                        |                                                 |
| 1973.      | Самртно пролеће                               |                                                 |
| 1973.      | Они лепи рођендани                            |                                                 |
| 1973.      | Пикник на фронту                              | Болничар 1                                      |
| 1973.      | Камионџије                                    | Риста                                           |
| 1973.      | Опасни сусрети                                |                                                 |
| 1974.      | Пинг без понга                                |                                                 |
| 1974.      | Позориште у кући 2                            | Председник кућног савета                        |
| 1974.      | Димитрије Туцовић (ТВ серија)                 |                                                 |
| 1975.      | Повратак лопова                               | Милутин                                         |
| 1975.      | Доле са оружјем                               | Наредник стрељачког вода                        |
| 1975.      | Голгота                                       |                                                 |
| 1975.      | Соба са пет зидова                            |                                                 |
| 1975.      | Крај недеље                                   | Сима, шеф смене                                 |
| 1975.      | Позориште у кући 3                            | Бане                                            |
| 1975.      | Ђавоље мердевине                              |                                                 |
| 1975.      | Драги, буди ми непознат                       |                                                 |
| 1976.      | Грлом у јагоде                                |                                                 |
| 1977.      | Роман са контрабасом                          |                                                 |
| 1977.      | Васа Железнова                                |                                                 |
| 1977.      | Усијане главе                                 | бомбонџија Ива                                  |
| 1977.      | Црни дани                                     |                                                 |
| 1977.      | Више од игре                                  | Витомир Илић                                    |
| 1978.      | Сироче                                        |                                                 |
| 1979.      | Приповедања Радоја Домановића                 | Стеван Сремац                                   |
| 1979.      | Освајање слободе                              | Васпитач                                        |
| 1980-е ▲   |                                               |                                                 |
| 1981.      | На рубу памети (ТВ)                           |                                                 |
| 1981.      | Светозар Марковић                             |                                                 |
| 1982.      | Шпанац (серија)                               | Средоје Кнежевић, председник општине Бела Црква |
| 1982.      | Идемо даље                                    | Комесар                                         |
| 1982.      | Три сестре                                    |                                                 |
| 1983.      | Сумрак                                        |                                                 |
| 1983.      | Дани АВНОЈ-а (ТВ мини серија)                 |                                                 |
| 1984.      | Нема проблема                                 | Милојко Пајковић                                |
| 1986.      | Црна Марија                                   | Дискографски уредник                            |
| 1987.      | Погрешна процена                              | Петар Бајаловић                                 |
| 1987.      | Место сусрета Београд                         | Трговац Мајер Рудолф                            |
| 1987.      | Тесна кожа 2                                  | Мићко                                           |
| 1987–1988. | Вук Караџић                                   |                                                 |
| 1987–1988. | Бољи живот                                    | мр Властимир Ђорђевић                           |
| 1988.      | Новогодишња прича (ТВ)                        |                                                 |
| 1988.      | Браћа по матери                               |                                                 |
| 1989.      | Бој на Косову                                 | Сељак са сеном                                  |
| 1989.      | Госпођа министарка                            | Сава Мишић                                      |
| 1989.      | Осми дан у недељи                             |                                                 |
| 1989.      | Бољи живот                                    | мр Властимир Ђорђевић                           |
| 1990-е ▲   |                                               |                                                 |
| 1990.      | Ваљевска болница                              | Милован                                         |
| 1990–1991. | Бољи живот 2                                  | мр Властимир Ђорђевић                           |
| 1991.      | Тесна кожа 4                                  | Трпковић                                        |
| 1992–1993. | Волим и ја неранџе… но трпим (серија)         | Саветник                                        |
| 1993.      | Боље од бекства                               | Ватрогасац                                      |
| 1993.      | Омнибус '93                                   |                                                 |
| 1993.      | Нападач                                       | Газда                                           |
| 1994.      | Дневник увреда 1993.                          | Карло                                           |
| 1994.      | Биће боље                                     | Миланче                                         |
| 1994.      | Жеља звана трамвај                            | Београђанин                                     |
| 1994.      | Милена из Прага                               | Руски официр                                    |
| 1995.      | Симпатија и антипатија                        | Атанасије                                       |
| 1995.      | Све ће то народ позлатити                     | Полицијски службеник                            |
| 1995.      | Тераса на крову                               | Руди                                            |
| 1995.      | Отворена врата                                | Томислав Павловић                               |
| 1996.      | Иван (ТВ)                                     | Сима                                            |
| 1997.      | Кир Јања                                      | Слуга Петар                                     |
| 1997.      | Гардеробер                                    | Глостер                                         |
| 1997.      | Горе доле                                     | Лале „Коперфилд“                                |
| 1998.      | Судбина једног разума                         |                                                 |
| 1998.      | Купи ми Елиота                                | Златар                                          |
| 1999.      | Код мале сирене                               |                                                 |
| 1999.      | Нож                                           |                                                 |
| 2000-е ▲   |                                               |                                                 |
| 2001.      | Метла без дршке 5                             | Деда                                            |
| 2002.      | Посета младе даме                             | Деда                                            |
| 2002.      | Лавиринт                                      | Милутин                                         |
| 2002.      | Лавиринт (ТВ серија)                          | Милутин                                         |
| 2002.      | Мала ноћна музика                             | Баба Ната                                       |
| 2002.      | Кордон                                        | Пролазник са кучетом                            |
| 2003.      | Живот је марш                                 | Цар Франц Јозеф                                 |
| 2003.      | Лаки и Маки                                   |                                                 |
| 2003.      | Добре намере                                  |                                                 |
| 2003.      | Наша мала редакција                           | Деба                                            |
| 2003.      | Казнени простор 2                             | Председников отац                               |
| 2004.      | Шарене каже                                   |                                                 |
| 2004.      | Смешне и друге приче                          |                                                 |
| 2004.      | Пљачка Трећег рајха                           | Рецепционер                                     |
| 2004.      | Пад у рај                                     | Човек из пратње                                 |
| 2004.      | Сан зимске ноћи                               | Пецарош                                         |
| 2004.      | Црни Груја 2                                  | Старац Фочо од 100 љета                         |
| 2004.      | Лифт                                          | Пензионер                                       |
| 2005.      | Ивкова слава                                  | Владика                                         |
| 2006.      | Оптимисти                                     | Кућепазитељ                                     |
| 2006–2007. | Агенција за СИС                               | Деда Аврам                                      |
| 2007.      | Промени ме                                    | Радован                                         |
| 2007.      | С. О. С. - Спасите наше душе                  | Кувар                                           |
| 2007.      | Четврти човек                                 |                                                 |
| 2006–2007. | Сељаци (серија)                               | Деда Миле                                       |
| 2007.      | Наша мала клиника (серија)                    | Доктор Алтарац                                  |
| 2008.      | Абсурдистан                                   | Ветеран                                         |
| 2008–2015. | Улица липа (серија)                           | Ђорђе                                           |
| 2009.      | Тамо и овде                                   | Драги                                           |
| 2009.      | Ђавоља варош                                  | Гинеколог у пензији                             |
| 2009.      | Медени месец                                  | Доктор                                          |
| 2009.      | Оно као љубав (серија)                        | Власта                                          |
| 2010-е ▲   |                                               |                                                 |
| 2010.      | Златна лига (кратки филм)                     | Деда                                            |
| 2010.      | Сва та равница (серија)                       | Чича Галуп                                      |
| 2011.      | Мешано месо (серија)                          | Смрт                                            |
| 2011.      | Бели лавови                                   | Деда из зграде                                  |
| 2011.      | Како су ме украли Немци                       | Берберин                                        |
| 2012–2014. | Војна академија (серија)                      | Рисов деда                                      |
| 2012.      | Кад сване дан                                 | домар                                           |
| 2012.      | Монтевидео, Бог те видео! (ТВ серија)         | Тома Цвијовић                                   |
| 2013.      | На путу за Монтевидео                         | Тома Цвијовић                                   |
| 2013–2015. | Звездара (ТВ серија)                          | Бркић                                           |
| 2013.      | Мамарош (филм)                                | Пензионер/Тајни агент                           |
| 2013.      | Држава                                        |                                                 |
| 2013.      | Војна академија 2                             | Рисов деда                                      |
| 2013–2014. | Отворена врата                                | Томислав Павловић/баба Томанија                 |
| 2014.      | Мала историја Србије                          | Јован Ђорђевић                                  |
| 2014.      | Ургентни центар                               | господин Андрић                                 |
| 2014.      | Европа, бре!                                  | деда                                            |
| 2014.      | Усуд                                          |                                                 |
| 2015.      | Главом кроз зид                               | пензионер                                       |
| 2015.      | Луд, збуњен, нормалан                         | Славољуб                                        |
| 2016.      | Сумњива лица                                  | Таса                                            |
| 2016.      | Немој да звоцаш                               | доктор Луне                                     |
| 2017.      | Santa Maria della Salute                      | деда Бајић                                      |
| 2017.      | Жаба                                          | старац                                          |
| 2018.      | Мамини синови                                 | доктор Поцковић                                 |
| 2019.      | Такси блуз                                    | пензионер                                       |
| 2019.      | Синђелићи                                     | Отац Небојша                                    |
| 2019.      | Није све као што изгледа                      | Мунгосов деда                                   |
| 2019.      | Пси лају, ветар носи                          | адвокат Маврић                                  |
| 2019.      | Срећан пут, комшија                           | Ујак Драгољуб                                   |
| 2019.      | Јунаци нашег доба                             |                                                 |
| 2019–2020. | Швиндлери                                     | Нићифор                                         |
| 2020-е ▲   |                                               |                                                 |
| 2020.      | Камионџије д. о. о.                           | Влаки члан групе “Заувек млади”                 |
| 2020.      | Клан                                          | електричар                                      |
| 2021.      | Александар од Југославије                     | владика                                         |
| 2021.      | Нечиста крв                                   | Танасије                                        |
| 2022.      | Да ли сте видели ову жену?                    | Тата                                            |
| 2023.      | Поред тебе                                    |                                                 |
| 2024.      | Отворена врата                                | ујка Васа                                       |